# غوردي كولمان
غوردي كولمان (بالإنجليزية: Gordy Coleman)‏ هو لاعب كرة قاعدة أمريكي، ولد في 5 يوليو 1934 في روكفيل في الولايات المتحدة، وتوفي في 12 مارس 1994 في سينسيناتي في الولايات المتحدة.

## وصلات خارجية
- غوردي كولمان على موقعبيزبول رفرنس.كوم (الدوري الرئيسي) (الإنجليزية)